# Edmond Mariën

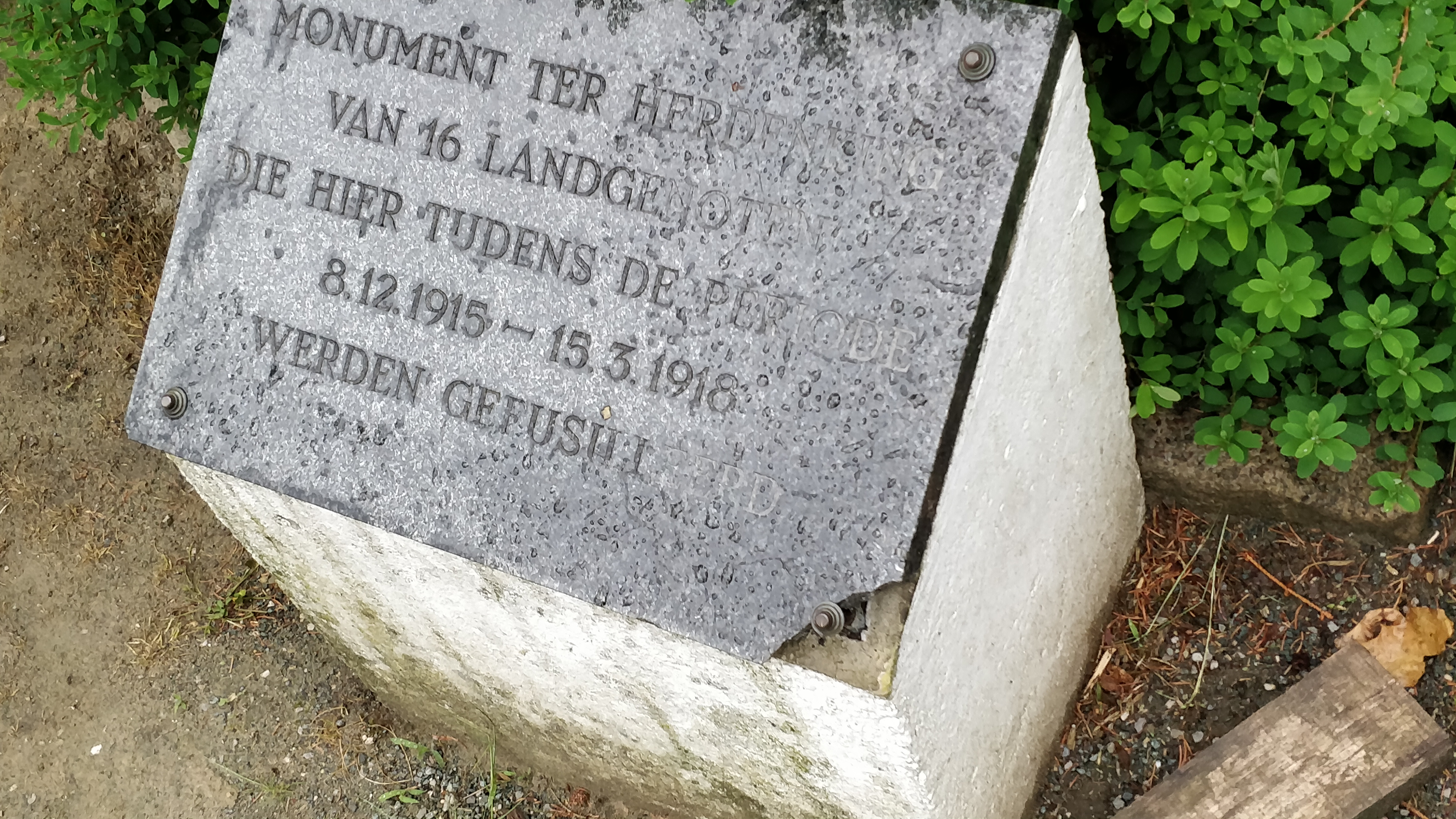
Plaquette aan het gedenkteken in Fort 5 in Edegem

Edmond Mariën (Mechelen, 4 januari 1882 – Edegem, 3 september 1917) was een Belgisch verzetsstrijder tijdens de Eerste Wereldoorlog.

## Levensloop
Edmond Mariën was politieagent eerste klas in Antwerpen. Hij was gehuwd met Elisabeth Van Der Auwera en had twee kinderen.

## Verzet
Mariën vormde sinds 1915 samen met rijkswachter Arthur Boel het spionagenetwerk Boel-Mariën, dat opdrachten uitvoerde voor het Belgisch leger in bezet België tijdens de Eerste Wereldoorlog. Hij werd in 1917 gearresteerd terwijl hij boodschappen naar neutraal Nederland smokkelde. Samen met Boel werd hij tot de doodstraf veroordeeld op beschuldiging van sabotage en gewapend verzet. Zij werden op 3 september 1917 geëxecuteerd op de schietbaan van Fort 5 in Edegem. De vrouw van Mariën werd veroordeeld tot vijftien jaar dwangarbeid wegens medeplichtigheid. 
De Mariënlaan in Edegem is naar hem genoemd.